# Waggonfabrik Wismar Typ Hannover

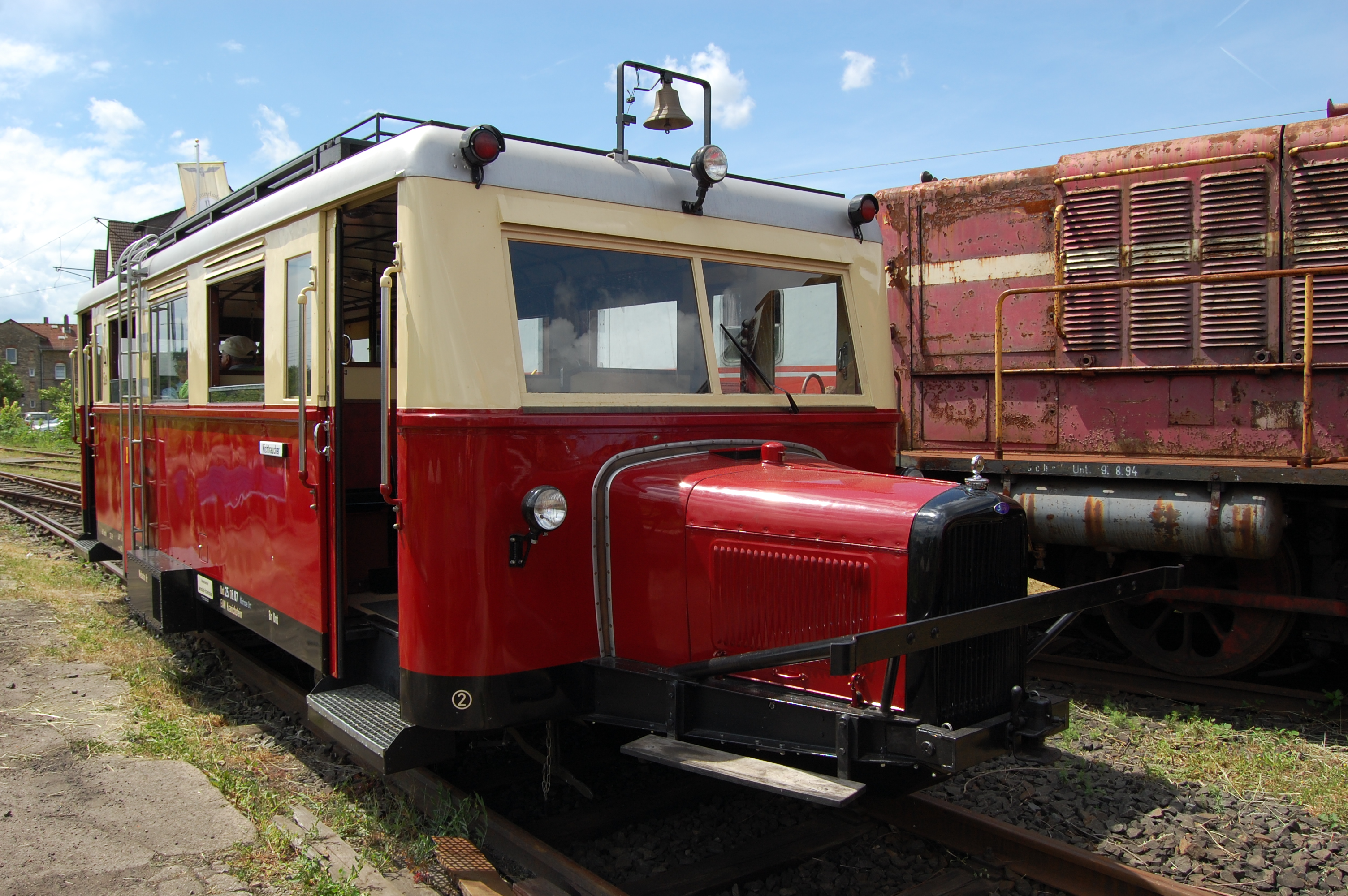
T 141, ehemals Kleinbahn Lüchow–Schmarsau T 1, in Darmstadt-Kranichstein

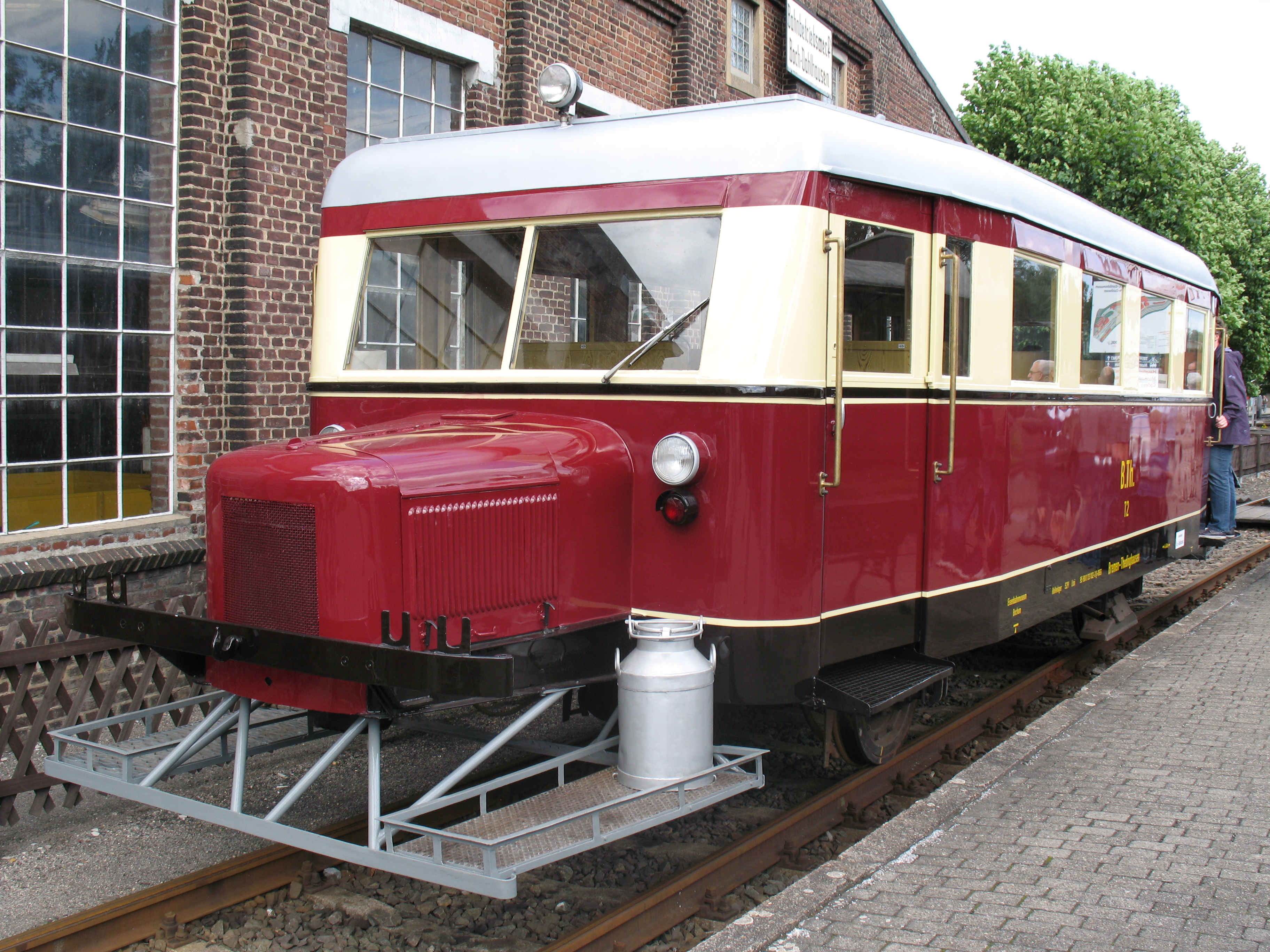
Wismarer Schienenbus T2 (Typ A) im Eisenbahnmuseum Bochum-Dahlhausen

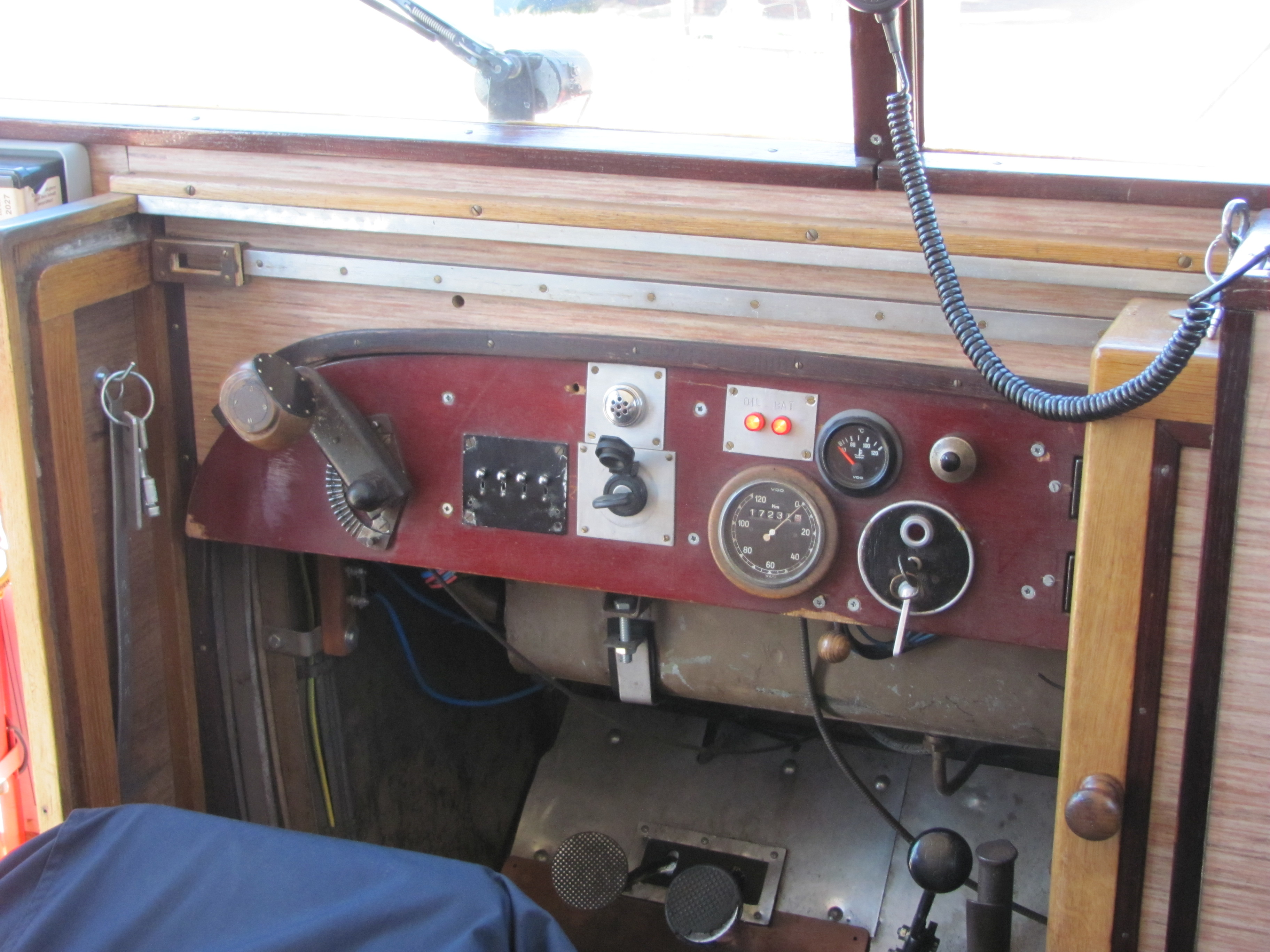
Führerstand (T1 Borkum)

Der Typ Hannover der Waggonfabrik Wismar, auch bekannt unter dem Namen Wismarer Schienenbus oder den beiden Spitznamen Schweineschnäuzchen und Ameisenbär, ist ein Anfang der 1930er Jahre entwickelter Schienenbus für den kostengünstigen Personenverkehr auf Kleinbahnen.

## Geschichte
Schon in den 1920er Jahren suchten die Kleinbahnen nach Möglichkeiten, schwach ausgelastete Strecken möglichst kostengünstig betreiben zu können. Die überwiegend eingesetzten gemischten Züge waren wegen der Rangieraufenthalte recht langsam. Auch verkehrten täglich nur wenige Züge. Um schnellere und häufigere Fahrten anbieten zu können, wurden Triebwagen beschafft. Durch Einzelfertigung und nicht immer ausgereifte Technik waren diese oft zu teuer. Deshalb wurde versucht, Erfahrungen und Komponenten aus dem Omnibusbau einzubringen. Der Einsatz von auf Schienenfahrgestelle umgebauter Omnibusse war nicht von Erfolg beschieden, da diese keine leistungsfähigen Getriebe hatten, auch ein Wendegetriebe, das zur gleich schnellen Fahrt in beide Richtungen nötig war, war im Autobau unbekannt.
Nach den ersten Versuchen mit den einmotorigen DSB M 1–3 (1925) und den zweimotorigen DSB M 21–22 (1926) durch die dänische Lokomotivfabrik Triangel in Odense baute ab 1932 die Triebwagen- und Waggonfabrik Wismar AG einen leichten zweiachsigen Triebwagen, der durch die Verwendung zahlreicher Bauteile aus dem Straßenfahrzeugbau günstig gefertigt werden konnte. So wurden beispielsweise Ford-Benzinmotoren mit 40 PS samt Getriebe eingebaut. Die Verwendung von Kraftfahrzeuggetrieben mit vier Vorwärtsgängen und einem Rückwärtsgang machte den Einbau von je einem Motor pro Richtung nötig. Diese wurden vor dem eigentlichen Fahrzeugkasten angeordnet und verliehen dem Triebwagen ein unverkennbares Äußeres.
Wegen der geringen Kosten wurde der Wismarer Schienenbus gerade für Klein- und Privatbahnen interessant. 1932 wurde ein Prototyp für die Kleinbahn Lüneburg–Soltau geliefert. Die Erfahrungen damit waren so gut, dass das Landeskleinbahnamt Hannover eine Serie von neun Exemplaren für verschiedene Kleinbahnen bestellte.
Nach dem ersten Besteller erhielt diese Bauart von Triebwagen die Bezeichnung Typ Hannover. Aufgrund der baulichen Ähnlichkeiten zum Omnibus wurde er bald auch als Wismarer Schienenbus bezeichnet.
Vorzüge waren der niedrige Preis (er lag mit etwa 25.000 Reichsmark bei der Hälfte eines normalen Triebwagens), seine Wartungsfreundlichkeit (die Motoren waren leicht erreichbar und Ersatzteile bei jedem Ford-Händler zu bekommen) und sein Komfort (obwohl er nur 3. Klasse führte, waren die Sitze gepolstert).
1936 bot die Waggonfabrik fünf verschiedene Typen an:
|                     | Type A             | Type B             | Type C              | Type D           | Type E     |
| ------------------- | ------------------ | ------------------ | ------------------- | ---------------- | ---------- |
| Spurweite           | Regelspur 1.435 mm | Regelspur 1.435 mm | Regelspur 1.435 mm  | Schmalspur       | Schmalspur |
| Achsstand (mm)      | 4.400              | 4.000              | 3.500               | 4.000            | 3.500      |
| Raddurchmesser (mm) | 700                | 700                | 700                 | 650              | 650        |
| Länge (mm)          | 11.610             | 10.100             | 10.100              | 11.150           | 10.100     |
| Breite (mm)         | 2.902              | 2.902              | 2.902               | 2.430            | 2.430      |
| Gewicht (kg)        | 6.600              | 6.200              | 6.600               | 6.200            | 5.800      |
| Sitzplätze          | 40+16              | 30+16              | 26+14               | 22+13            | 24+14      |
| Stehplätze          | 14                 | 14                 | 14                  | 13               | 14         |
| Besonderheiten      |                    |                    | Abort Holzkohlengas | Abort Gepäckraum |            |

In der Praxis sind nur wenige Fahrzeuge typenrein ausgeliefert worden. In der Regel wurden die Fahrzeuge nach den Wünschen des Bestellers hergestellt. Lediglich etwa ein Drittel der Fahrzeuge lässt sich genau einem dieser Typen zuordnen.
Unabhängig von der Spurweite wurde der Triebwagen mit zwei unterschiedlichen Wagenkästen geliefert. Die schmalere Variante (2050 mm bis 2430 mm) hatte durchgängig die gleiche Breite mit geraden Seitenwänden, die breitere Variante (2900 mm bis 2902 mm) verjüngt sich im Bereich der Einstiegsbereiche schräg, während im Sitzplatzbereich die Breite gleich war und somit die Seitenwände gerade blieben. Nur die Triebwagen mit 750 mm und 900 mm Spurweite hatten alle durchgehend die gleiche Breite. Die Schiebetüren saßen ganz an den Enden des Wagenkastens neben den Führerständen, die bei wenigen Exemplaren eingebauten Drehtüren waren etwas zur Mitte des Wagenkastens hin versetzt.
Bis 1941 wurden 57 Triebwagen und zwei Beiwagen produziert und in unterschiedlichen Spurweiten an verschiedene Bahngesellschaften im In- und Ausland geliefert.
Wegen seiner langen Motorvorbauten, die für jede Richtung einen eigenen Motor aufnahmen, erhielt diese Bauart auch den Spitznamen „Schweineschnäuzchen“. Die Fahrzeuge erwiesen sich als echte „Kleinbahnretter“, weil die hohen Kosten des zuvor ausschließlich mit Dampflokomotiven betriebenen defizitären Personenverkehrs auf den vorwiegend norddeutschen Kleinbahnen erheblich gesenkt werden konnten. Oftmals ersetzten die „Schienenbusse“ des Typs Hannover Züge, die nur aus der Lok und einem oder wenigen Wagen bestanden und daher hohe Betriebskosten verursachten. Gemäß der damaligen Werbung fuhr der Triebwagen bereits ab sechs zahlenden Fahrgästen rentabel.
Auch an verschiedene Privatbahnen in Spanien wurden zwischen 1933 und 1937 insgesamt 25 Triebwagen und drei Beiwagen geliefert. Von den nach der Verstaatlichung der Eisenbahnen in Spanien von der Red Nacional de los Ferrocarriles Españoles (RENFE) übernommenen Fahrzeugen wurden vier Triebwagen umgebaut und mit stärkeren Motoren versehen. Andere wurden zu antriebslosen Packwagen umgebaut. Ende der 1960er Jahre waren alle Triebwagen in Spanien ausgemustert.
Unter der Lizenz der Waggonfabrik Wismar entstanden bei der spanischen Firma Material Móvil y Construcciones (MMC) vierzehn breitspurige Triebwagen, die 1934 an die Compañia de los Caminos de Hierro del Norte de España, die 1941 in der RENFE aufging, geliefert wurden. Die Fahrzeuge des Typs Zaragoza glichen äußerlich vollständig dem Typ Hannover. Zwei davon wurden 1963 umgebaut, sie erhielten neue 83-PS-Dieselmotoren und verloren die charakteristischen Motorvorbauten. Einer dieser Triebwagen wurde von den Madrider Eisenbahnfreunden AREMAF restauriert und am 29. Oktober 2016 im Eisenbahnmuseum Museo del Ferrocarril de Madrid fahrfähig vorgestellt.

## Konstruktion

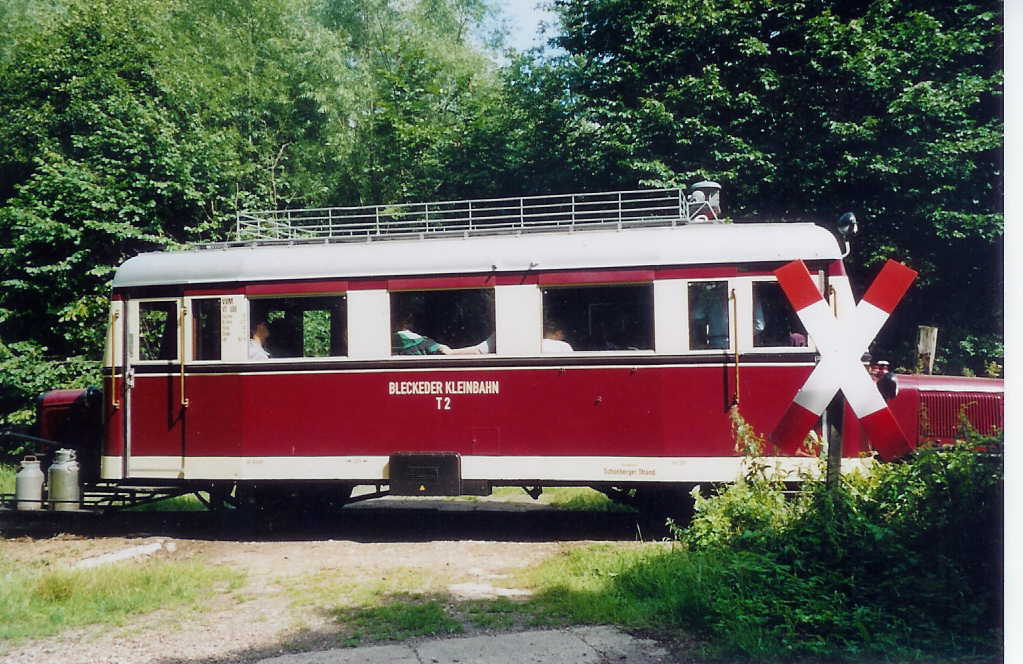
T2 der Bleckeder Kreisbahn (Typ C) auf der Museumsbahn Schönberg–Schönberger Strand

Der Wagenkasten ruht auf einem Rahmen aus zwei Gitterlangträgern, die vorne und hinten zusammenlaufen. Die Träger waren zur Gewichtseinsparung mit Löchern versehen. Die gesamte Konstruktion war verschweißt, der Triebwagen war damit das erste vollständig verschweißte Schienenfahrzeug. Die Profile waren gesickt. Insgesamt wog der Triebwagen sechs Tonnen. Die Tragfedern waren auf Gummistücken gelagert. Eine Besonderheit dieses Typs sind die gummigefederten Räder, bei denen die Gummielemente zwischen Radreifen und Radkörper angeordnet sind. Dieses Konstruktionsmerkmal ist also keineswegs eine moderne Erfindung im Zusammenhang mit dem ICE. Wegen des geringen Achsstands von nur 3,5 m bis 4 m neigt das Fahrzeug allerdings leicht zum Schlingern.
An jedem Ende befindet sich eine identische Maschinenanlage mit Ford-Vergasermotoren, die über ein Vierganggetriebe und Kardanwelle auf die erste Achse wirkt; es wird jeweils nur der in Fahrtrichtung vordere Motor benutzt und von dem zugehörigen vorderen Führerstand bedient. Zum Rangieren und bei Ausfall eines Motors kann auch im Rückwärtsgang gefahren werden.
Der Prototyp hatte Drehtüren, die meisten Serienfahrzeuge bekamen 740 mm breite Schiebetüren. Bei der Innengestaltung wirkten Bauhausschüler mit, das machte sich in den klaren Formen und dem Design der Stoffbezüge bemerkbar. Die Wände waren mit Sperrholz verkleidet, der Fußboden mit Linoleum belegt. Die Sitze waren gepolstert. Die Fenster ließen sich teilweise herunterkurbeln.
Der jeweils nicht benutzte Führersitz wird hochgeklappt, sodass der Einstiegsraum frei blieb. Die Heizung war zunächst eine Frischluftheizung mit der Ausnutzung der Motorwärme, später wurden Webasto-Heizungen eingebaut. Der Innenraum ist elektrisch beleuchtet.
Kamen zunächst Ford-AA-Motoren (die LKW-Version des Ford Modell A) zum Einsatz, wurden ab 1935 stärkere Ford-BB-Motoren eingebaut, die eine Erhöhung der Höchstgeschwindigkeit von 50 km/h auf 60 km/h ermöglichten. Erkennbar sind diese Schienenbusse an den senkrechten Gitterstäben des Kühlers. Von der Variante mit Holzvergaser wurden nur zwei Exemplare hergestellt. Anstelle einer Sitzgruppe wurde im Wageninnern ein Holzvergaser installiert. Erkennbar war das an dem fehlenden Fenster. Später wurden bei Umbauten auch diverse andere Motoren eingebaut, bei der Deutschen Reichsbahn Vierzylinder-Dieselmotoren der Robur-Lkw (4 KVD 12,5 SRL).
Um größere Gepäckstücke und Güter befördern zu können, erhielten viele Schienenbusse Dachgepäckträger, wie sie bei Omnibussen üblich waren. Der Platz neben den vorgebauten Motoren wurde oft zum Anbringen von Gitterkörben oder für Fahrradhalterungen genutzt. Neu war die Farbgebung mit roten Wagenkästen und beigen Fensterbändern. Verschiedene Personen- und Gepäckbeiwagen wurden angeboten, aber lediglich die Fliegerkommandantur List erhielt einen dieser Beiwagen der Waggonfabrik Wismar.
Besonders abweichend vom Typenplan waren die Triebwagen für die Eisenbahndirektion des Saargebietes. Nach zwei der Regelausführung entsprechenden Triebwagen wurden zwei weitere mit verbreiterten Türen und Längsbänken beschafft sowie vier Schienenbusse mit sechs Metern Achsstand und Dieselmotoren mit gemeinsamem Mylius-Getriebe, das ein Fahren mit beiden Motoren gleichzeitig und Antrieb beider Achsen ermöglichte. Außerdem erhielten sie Dieselmotoren mit 50 PS von Humboldt-Deutz.

## Einzelne Fahrzeuge

### Steinhuder Meer-Bahn S. K. 1
Die Steinhuder Meer-Bahn Wunstorf–Bad Rehburg–Uchte hatte besonders unter der Wirtschaftskrise der 1920er Jahre zu leiden. Im Westteil hatte die neu eröffnete Staatsbahnstrecke Stadthagen–Stolzenau einen Teil der Fahrgäste weggenommen. Die Wirtschaftskrise brachte auch Rückgänge im Güterverkehr mit sich. Nur der Ausflugsverkehr am Wochenende zum Steinhuder Meer war noch lukrativ. So wurde vom Landeskleinbahnamt ein Triebwagen in Wismar bestellt. Am 5. Januar 1933 traf er in Wunstorf ein. Er wurde als S. K. 1 bezeichnet, es war der erste meterspurige Triebwagen dieses Typs und der erste Triebwagen der Serienfertigung. Er blieb bis zur Einstellung des Personenverkehrs auf der Steinhuder Meer-Bahn. Bis zur ersten Hauptuntersuchung am 16. Oktober 1933 hatte er bereits 65.057 km zurückgelegt, also etwa 271 Kilometer am Tag.
In eigener Werkstatt war an den Enden zum Schutz der Motorvorbauten ein massiver V-förmiger Rammschutz angebaut worden, der noch in den 1930er Jahren durch eine etwas elegantere Lösung mit zwei seitlichen Trägern für Fischkörbe auf jeder Seite ersetzt wurde. Auch ein elektrisches Läutewerk wurde nachgerüstet.
1935 wurde das westliche Teilstück der Meer-Bahn-Strecke stillgelegt und diese damit etwa um die Hälfte gekürzt. Ein zweiter Triebwagen vom Typ Frankfurt wurde gekauft, der nun die Hauptlast trug, der Schienenbus blieb für die Schwachverkehre. Die täglichen Leistungen gingen auf etwa 120 km zurück.
1938 wurde der erste Motor ausgewechselt, 1940 der zweite. Mit einer Laufleistung der Motoren von fünf Jahren war kalkuliert worden.
1950 wurden die Fahrzeuge im Bereich des Kleinbahnamtes einheitlich nummeriert, die schmalspurigen Wismarer Triebwagen erhielten die Nummern T 41 ff., der S. K. 1 als ältester T 41.
Vor 1955 hatte er eine Webasto-Busheizung erhalten, davor war nur die Motorwärme für die Heizung genutzt worden. Ein drittes Spitzenlicht wurde nachgerüstet. Ab 1953 kam der Triebwagen kaum noch zum Einsatz, so waren es teilweise nur noch vier bis fünf Betriebstage im Jahr. 1963 wurde er im Lokschuppen in Bad Rehburg abgestellt. Obwohl er seit 1964 für einen Museumsbetrieb gesichert war, trug er dort Vandalismusschäden davon. 1966 wurde er vom DEV erworben und kam 1969 ins Ausbesserungswerk Bremen-Sebaldsbrück, wo er in der Lehrlingswerkstatt bis zum April 1970 betriebsfähig aufgearbeitet wurde. Unter anderem wurde einer der AA-Motoren durch den BB-Motor des T 25 der Sylter Verkehrsgesellschaft ersetzt. Dieser Triebwagen war erworben worden, um Ersatzteile zu gewinnen. Bei der Aufarbeitung wurden teilweise nicht mehr brauchbare Armaturen ersetzt. Einige Sitzbänke wurden durch lederbezogene des T 25 ersetzt, andere mit Kunstleder ausgebessert.
Ab 1. Mai 1971 konnte der überholte T 41 auf der Museumseisenbahn eingesetzt werden.
1984 wurde der Dachgepäckträger mit seitlichen Aufstiegsleitern, der schon bei der StMB entfernt worden war, wieder neu angefertigt.
1996–2000 wurde der Triebwagen umfassend restauriert. Dabei wurde statt des vorhandenen Ford-AA-Motors am anderen Triebwagenende ein Ford-BB-Motor eingebaut, die Führerstände wurden wieder auf die originale Ausführung zurückgebaut. Der Fußboden wurde mit Linoleum neu auslegt, die Inneneinrichtung nach Originalplänen erneuert. Seit 2001 wird der T41 wieder eingesetzt, zur Schonung der historischen Substanz jedoch nur selten.

### Wilstedt-Zeven-Tostedter Eisenbahn S. K. 1
Im Jahr 1933 erhielt die normalspurige Wilstedt-Zeven-Tostedter Eisenbahn einen Wismarer Schienenbus, den sie als S. K. 1 bezeichnete. Es handelte sich um die kurze Ausführung mit drei Fenstern. Eine Besonderheit waren die Drehtüren an den Einstiegen. Ein Abteil hatte nur Klappsitze und konnte so für Gepäck verwendet werden. Auch er verfügte über einen Dachgepäckträger, der über eine seitliche Leiter erreichbar war. Die Blattfedern waren nicht wie sonst üblich mit Gummipuffern, sondern mit Spiralfedern abgefedert. Die später beschafften S. K. 2 und S. K. 3 unterschieden sich in der Bauweise. 1939 wurde er auf Treibgasantrieb umgebaut. Zwei Gasflaschen mit jeweils 79 Litern Fassungsvermögen wurden neben den Längsträger untergebracht. Bei Störungen war aber auch ein Betrieb mit Benzin möglich. Nach dem Ende des Zweiten Weltkrieges wurden die Gasflaschen wieder ausgebaut. 1949 wurde er in T 145 umgenummert. Zuletzt war er nur noch als Bereisungsfahrzeug im Einsatz, die zweifarbige Lackierung war durch einen Anstrich in rot ersetzt.
1978 kaufte die Museums-Eisenbahn Minden das Fahrzeug und arbeitete es weitgehend im Ursprungszustand mit alter Farbgebung wieder auf. Ab 1985 wurde er als T 1 eingesetzt, 1989 musste er wegen eines Defekts im Achsgetriebe abgestellt werden. Nach gründlicher Aufarbeitung ist er seit 2012 auf den Strecken ab Preußisch Oldendorf wieder im Betrieb.

### Borkumer Kleinbahn T1, Werknummer 21145

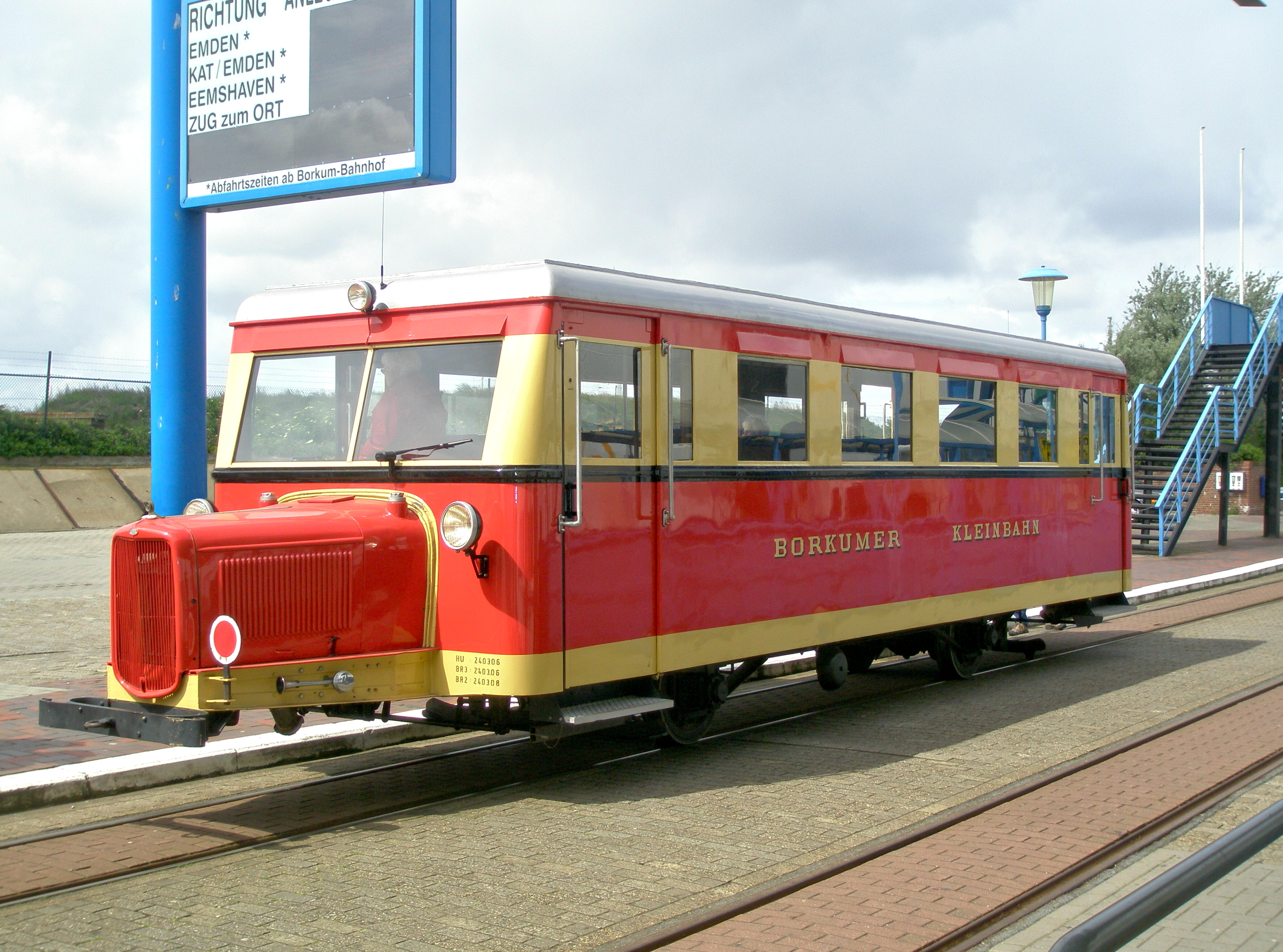
Wismarer Schienenbus T 1 der Borkumer Kleinbahn in Borkum Reede, 2009

Der Verbrennungstriebwagen T 1 der Borkumer Kleinbahn (BKB) ist ein 1940 hergestellter Schienenbus von der Waggonfabrik Wismar der Bauart Hannover Typ D mit einer Spurweite von 900 mm. Er ist auf der Nordseeinsel Borkum betriebsfähig erhalten geblieben.

### Borkumer Kleinbahn T 2

#### Geschichte
Der Verbrennungstriebwagen T 2 der Borkumer Kleinbahn (BKB) ist ein am 10. April 1939 an das damalige Reichsluftfahrtministerium (RLM) für die Luftwaffe der Wehrmacht auf der ostfriesischen Insel Borkum abgelieferter Schienenbus von der Bauart Hannover Typ E mit einer Spurweite von 900 mm und mit der Werknummer 21123. Bestimmt war er für den Einsatz als Verbindungsfahrzeug für die Fliegerhorst-Kommandantur auf den Gleisen der Ostlandbahn und der Borkumer Kleinbahn. Zum Einsatz für die Wehrmacht kam er dort kurz vor und während des Zweiten Weltkriegs.
Am 24. Juli 1947 übernahm die BKB das von Kriegsschäden weitestgehend verschont gebliebene Triebfahrzeug von der nunmehr aufgelösten Fliegerhorstes Borkum-Reede, bezeichnete in als T 2 und setzte ihn ab 1949 ein. Bis 1976 fuhr der T 2 planmäßig im Verkehr der Kleinbahn, seit 1971 hauptsächlich in verkehrsschwachen Zeiten. Bis 1971 wurde er teilweise auch mit dem etwas größeren, 1940 neu an die Borkumer Inselbahn gelieferten T 1, Bauart Hannover Typ D, die lange Ausführung mit vier Fenstern, zusammen eingesetzt, manchmal mit dazwischen gekuppelten Beiwagen. Im Jahre 1976 wurde er zusammen mit dem T 1 mangels Bedarfs abgestellt. Er war auch unter dem Spitznamen Kleines Schnäuzchen bekannt.
Am 31. August 1978 wurde der T 2 in gutem Zustand an den Deutschen Eisenbahn-Verein (DEV) in Bruchhausen-Vilsen verkauft. Die geplante Umspurung auf 1000 mm konnte aber wegen des zu engen Rahmens nicht realisiert werden. Der DEV verkaufte den T 2 im April 1984 an eine Privatperson in Bad Waldsee, die ihn im Jahre 1985 an die „Öchsle“ genannte Museumsbahn Warthausen–Ochsenhausen (Öchsle Schmalspurbahn GmbH) im gleichen Ort abgab. Die Museumsbahn konnte den T 2 jedoch wegen seiner abweichenden Spurweite von 900 mm nicht einsetzen, weshalb er im Jahre 1986 durch das Ausbesserungswerk Bleckede der Osthannoversche Eisenbahnen (OEH) auf die neue Spurweite von 750 mm umgespurt wurde. Die Umspurung wurde mit Unterstützung des für seine Schmalspurmodelle bekannten Modellbahnhersteller BEMO aus Uhingen finanziert. Im selben Jahr wurde der Triebwagen von der Museumsbahn in Ochsenhausen noch einmal geringfügig umgebaut und wieder in rot/weiß lackiert. Danach wurde er von 1986 bis 1990 auf der eigenen Museums-Schmalspurstrecke Warthausen–Ochsenhausen mit einer Spurweite von 750 mm als VT 1 (Verbrennungs-Triebwagen 1) zum Einsatz gebracht – wegen der fehlenden Betriebsgenehmigung jedoch nur im begrenzten Umfang.
Im Jahre 2001 erfolgte im Auftrag von Privatpersonen der Abtransport des früheren T 2 von der Öchsle-Bahn nach Bad Waldsee oder Kanzach, um hier abgestellt oder in eine Privatsammlung eingereiht zu werden. Seitdem ist der genaue Verbleib der Öffentlichkeit nicht mehr bekannt.

#### Technik
Der Triebwagen hat eine Länge von 10.100 mm, eine Breite von 2.300 mm sowie eine Höhe von 2.850 mm. Der Achsstand beträgt 3.500 mm, so dass der T 2 zu den kleinsten Varianten des Wismarer Schienenbusses gehört. Die Schnauzen, unter denen je ein flüssiggekühlter Reihen-Vierzylinder-Ottomotor vom Typ Ford BB mit SV-Ventilsteuerung und einer Leistung von 50 PS (37 kW) untergebracht war, sind je 900 mm breit. 

### Delmenhorst-Harpstedter Eisenbahn T 1
Der normalspurige Triebwagen mit der Fabriknummer 20256 ist dem Typ B zuzuordnen und hat Ford-BB-Motoren mit 37 kW (50 PS). Er wurde Anfang 1936 in Betrieb genommen und wurde als T 1 auf der Delmenhorst-Harpstedter Eisenbahn (DHE) eingesetzt. Er war bis 1959 auf der Bahn im täglichen Einsatz, zuletzt als T 148, dann diente er als Reserve. Die DHE verfügte mit dem T 2 noch über einen weiteren Wismarer, der aber 1947 zu der Verden-Walsroder Eisenbahn wechselte und bei einem Brand zerstört wurde. 1968 erwarb die Museum Buurtspoorweg Boekelo–Haaksbergen den Triebwagen und unternahm einige Sonderfahrten. 1971 wurde er abgestellt. Seit 2002 fand die Aufarbeitung statt, die erst 2014 abgeschlossen wurde. Der Triebwagen wurde weitgehend im Ursprungsstadium restauriert, auch die Original-Motoren sind weiter in Betrieb. Geblieben ist auch die 1950 eingebaute Webasto-Heizung. Im restaurierten Triebwagen wurde das Fabrikschild des zerstörten T 1 der Meppen-Haselünner Eisenbahn angebracht (Fabriknummer 20220).

### Prignitzer Kreiskleinbahnen 701 und 702

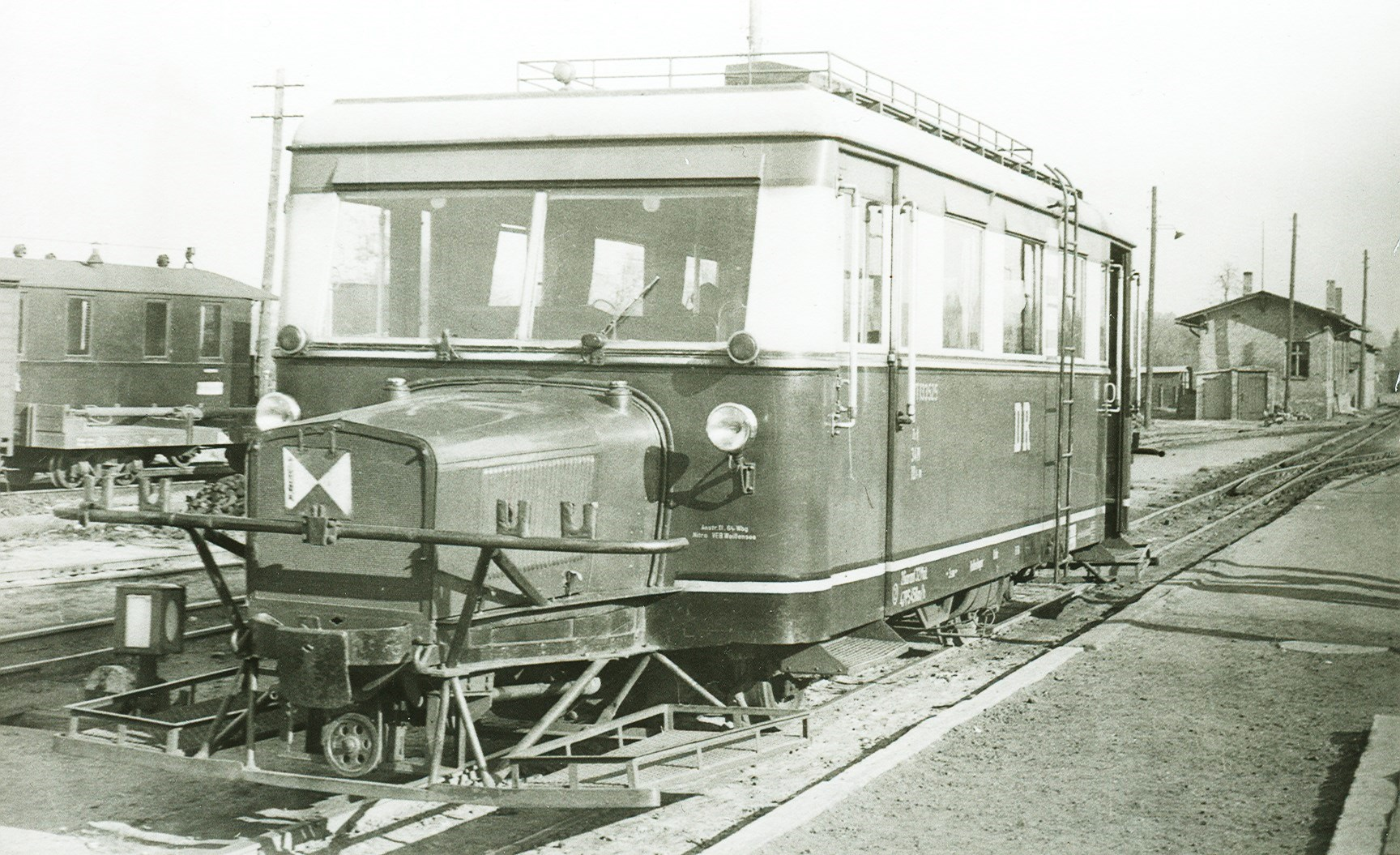
VT 133 525, ehemals PKKB 702, 1964

#### Geschichte
Die beiden Triebwagen der Prignitzer Kreiskleinbahnen (PKKB) stellten eine Besonderheit dar, sie waren für eine Spurweite von 750 mm ausgeführt. Zwar waren schon seit 1933 Fahrzeuge mit der Spurweite von 1000 mm ausgeliefert worden, aber es gab Befürchtungen, das Fahrzeug könnte bei der geringen Spurweite bei einer großen Windstärke umkippen. Nachdem die Cloppenburger Kreisbahn ein Fahrzeug mit einer Wagenkastenbreite von 2,05 m beschaffte, dachte man auch bei den Prignitzer Kreiskleinbahnen ernsthaft über einen Schienenbus nach, dem Landesverkehrsamt Brandenburg war dieser Wagen jedoch zu schmal. Daraufhin wurde in der Waggonfabrik Wismar die Konstruktion überarbeitet und sah nun eine Breite von 2,30 m vor. Sie erstellte den rechnerischen Nachweis, dass diese Konstruktion auch bei einer Windstärke 10 problemlos verkehren könnte. Ansonsten stimmten beide Triebwagen mit dem Typ E überein und trafen im März 1939 bei den Prignitzer Kreiskleinbahnen ein. Die Wagen waren auch für Schmalspurbahnen Miniaturausführung; im Fahrgastraum war eine lichte Höhe von 1,9 Metern.
Mit den Triebwagen wurde ein zweiachsiger Gepäckbeiwagen geliefert, der für Gütertransporte mit verwendet wurde. Während der Kriegszeiten blieben die Schienenbusse im Dienst, als Begründung wurde das große Interesse der Bevölkerung an den Fahrzeugen angegeben. Auch wurde erzählt, dass die Triebwagen viel seltener durch Tiefflieger angegriffen wurden als Dampfzüge.
Von der Deutschen Reichsbahn in der DDR wurden beide Triebwagen übernommen und in die neue Reihe VT 133 mit den Ordnungsnummern 524 und 525 eingereiht. Da beide Fahrzeuge zur Umzeichnung noch Benzinmotoren hatten, kam es hier offensichtlich nicht zu einem Nummernsalat wie bei anderen Reichsbahn-Privatbahn-Fahrzeugen. Der weitere Lebensweg der Fahrzeuge war auch weiterhin mit den Prignitzer Kreiskleinbahnen verbunden. 1968 hatte der VT 133 524 einen Achsbruch und wurde als Ersatzteilspender für den verbliebenen VT 133 525 verwendet. Der Torso des Fahrzeuges wurde 1970 verschrottet. Der VT 133 525 wurde zur Betriebseinstellung des Stammnetzes 1969 ausgemustert und zunächst als Gartenlaube weiterverwendet. 1994 wurde dieser Wagenkasten noch von dem Museumsverein Pollo geborgen und im ehemaligen Ausbesserungswerk Wittenberge hinterstellt. Dort wurde er 1997 versehentlich bei Aufräumarbeiten beseitigt und verschrottet.

#### Technik
Die Technik des Wagens entsprach zur Zeit seines Entstehens den Wismarer Schienenbussen Typ E. In jedem Vorbau trugen die Fahrzeuge anfangs einen Vierzylinder-Viertakt-Benzinmotor von Ford (BB-Motoren) mit einer Leistung von 50 PS (37 kW) bei 2200 min−1. Zur weiteren Ausstattung des Fahrzeuges gehörte die Leichtbau-Karosserie. Die Einscheibentrockenkupplung wurde vom Lokführer im Sitzen durch Fußbetätigung bedient. Die Bremse war eine direkte Bremse, sie wirkte durch Fußbetätigung als Trommelbremse auf beide Achsen.
Der Innenraum bestand aus zwölf mit grünem Rindleder bezogenen Sitzbänken, zehn Klappsitzen und kleinen Gepäcknetzen. Der Fußboden wurde mit Linoleum belegt, die Wandverkleidungen waren mit Sperrholz verkleidet. Die drei Seitenfenster jeder Seite waren alle herablassbar. Größeres Gepäck und sonstige sperrige Geräte konnten auf dem Dachgepäckträger oder neben den Vorbauten untergebracht werden.
Die Technik der Fahrzeuge von den Prignitzer Kreiskleinbahnen stellt noch eine zusätzliche Besonderheit dar, da die Fahrzeuge in den Jahren 1962–1964 auf Antrieb mit Dieselmotor durch 4 KVD 12,5 SRL der Firma Robur umgestellt wurden. Das brachte eine Erhöhung des Dienstgewichtes um etwa 1,5 Tonnen mit sich. Äußerlich waren die Unterschiede durch einen breiteren Vorbau zu erkennen.

### Osthannoversche Eisenbahnen VT 508, Werknummer 20299
Die Kleinbahn Winsen–Evendorf–Hützel (WEH) erhielt 1937 einen Triebwagen des Typs A mit der Fabriknummer 20299, der als T 3 bezeichnet wurde. Beim Zusammenschluss mehrerer Kleinbahnen zur Osthannoverschen Eisenbahnen (OHE) 1944 gelangte er zu dieser und erhielt dort die Bezeichnung VT 00508. Die erste 0 entfiel später. Auch nach Einstellung des fahrplanmäßigen Personenverkehrs blieb er für Sonderfahrten erhalten und wurde als Ameisenbär regelmäßig im touristischen Verkehr eingesetzt. Bei Umbauten wurde der ursprünglich vorhandene Gepäckträger auf dem Dach entfernt und die Frontscheiben wurden erneuert, die nun gummigefasst sind. 1999 wurde einer der Benzinmotoren gegen einen Dieselmotor getauscht und ein hydraulische Getriebe eingebaut, das für beide Fahrtrichtungen genutzt werden kann. Die Achsfolge änderte sich damit in A1. Der ungenutzte Ford-Motor blieb aus Gewichtsgründen im Triebwagen. Ab 2012 wurde der Triebwagen von der Erixx betrieben. 2022 wurde der Triebwagen an die Arbeitsgemeinschaft Verkehrsfreunde Lüneburg verkauft, die den Triebwagen auch weiterhin einsetzt.

### Rhein-Sieg-Eisenbahn T3, Werknummer 21106
Die Rhein-Sieg-Eisenbahn (RSE), auch als Bröltalbahn bekannt, hatte einen Schienenbus mit dem Baujahr 1938 vom Typ E für eine Spurweite von 785 mm. Er war als T 3 bezeichnet. 1955 wurde er verschrottet.

### Eisenbahnen des Saargebietes
Die Eisenbahnen des Saargebietes beschafften insgesamt acht Wismarer Schienenbusse. Es gab drei Bauarten: Zwei 1933 gebaute Triebwagen 71 und 72, die weitgehend der Regelbauart entsprachen (4000 mm Achsstand, 40 PS Benzin), zwei 1934 gebaute Triebwagen 81 und 82 (4000 mm Achsstand, 50 PS Benzin, mit breiten Türen und klappbaren Sitzbänken auch als Gepäcktriebwagen einsetzbar), vier ebenfalls 1934 gebaute Triebwagen 73 bis 76 mit großem Achsstand (6000 mm) und 50-PS-Dieselmotor.
Die Deutsche Reichsbahn übernahm 1935 alle acht Triebwagen, die sie als 133 009 und 010 (71 und 72), 133 011 und 012 (81 und 82) und 135 077 bis 080 (6000 mm) einreihte. Während einige der Wagen im Krieg zerstört wurden oder nach Kriegsende im Ausland verblieben, gelangten noch vier Triebwagen dieser Herkunft zur Deutschen Bundesbahn, die die bereits 1947 vergebenen Nummern VT 88 900 bis 902 (langer Radstand, ex 135 077, 080, 078) und VT 89 900 (ex 133 010) übernahm. Der 135 079 war 1946 ausgemustert worden.

#### SAAR 71–72
Im Zuge einer Typenbereinigung wurden die Fahrzeuge 1950 ausgemustert und zum Verkauf angeboten. Der Triebwagen VT 89 900 wurde an privat verkauft, der Wagenkasten diente als Gartenlaube. Nach seiner Wiederentdeckung wurde er von den Wismarer Eisenbahnfreunden gekauft und seit 2003 wieder instand gesetzt.

#### SAAR 73–76

##### Geschichte
Im Jahr 1934 wurde vier von der Waggonfabrik Wismar gebaute Triebwagen an die Eisenbahndirektion des Saargebietes mit der Bezeichnung SAAR 73 bis 76 ausgeliefert. Sie wurden 1935 von der Deutschen Reichsbahn unter den Bezeichnungen 135 077 bis 080 übernommen und überstanden den Zweiten Weltkrieg.
1947 wurden sie, bis auf den 1946 ausgemusterten 135 079, in VT 88 900–902 umgezeichnet, diese Nummer behielten sie auch bei der Deutschen Bundesbahn. Im Zuge einer Typenbereinigung wurden die Fahrzeuge 1950 ausgemustert und zum Verkauf angeboten.
Die Triebwagen VT 88 900 bis 902 wurden von der Wittlager Kreisbahn übernommen und erhielten dort die Bezeichnung T 4–T 6. Die Fahrzeuge versahen bei der Kreisbahn ihren Dienst bis Mitte der 1960er Jahre. Danach wurden 1966 der T 4 sowie der T 6 ausgemustert und verschrottet.
Der T 5 mit der Werknummer 20226 wurde 1970 zunächst an die Interessengemeinschaft Historischer Schienenverkehr (IHS) verkauft und gelangte 1975 an die Noordnederlandsche Museumspoorbahn Assen–Rulde in den Niederlanden. Schon 1977 kam er an die Museumsbahn CFV3V in Belgien, wo er bis 2014 blieb. Danach wurde er von dem Preußisch Oldendorfer Kleinbahn-Museum übernommen. Das Fahrzeug ist dort für eine fahrfähige Wiederaufarbeitung vorgesehen.

##### Technik
Die langen Triebwagen gehörten zur später als Typ A bezeichneten Bauart mit leichten Änderungen in Abmaßen und Leistung. Sie hatten eine besondere Vorrichtung, mit der bei Überbelastung der Fahrzeuge beide Motoren gleichzeitig verwendet werden konnten. Außerdem unterschieden sie sich gegenüber den anderen Normalspurfahrzeugen durch die höhere Geschwindigkeit von 60 km/h, die LüP, den Achsstand und das Platzangebot. Außerdem waren sie mit Dieselmotoren anstatt der sonst oft verwendeten Ottomotoren von Ford ausgerüstet. Die Kraftübertragung erfolgte durch je ein Mylius-Getriebe. Die Bremsanlage bestand aus einer Feststellbremse, die gleichzeitig als Notbremse verwendet werden konnte sowie einer Fußbremse. Der T 6 hatte zu einem unbekannten Zeitpunkt eine Westinghouse-Bremse erhalten, 1958 erhielt der T 4 die gleiche Bremsausrüstung. Die Triebwagen hatten zunächst Dachgepäckträger, die aber später entfernt wurden, bei der Wittlager Kreisbahn fuhren sie ohne einen solchen.

#### SAAR 81–82
Die beiden 1934 gelieferten Triebwagen der kurzen Bauart waren mit 2,90 m breiter als die Triebwagen 71 und 72, und konnten durch breitere Türen und herausnehmbare Sitzbänke als Gepäcktriebwagen eingesetzt werden. Sie wurden 1937 zum Bw Hamm umgesetzt, wo der VT 133012 als Fahrleitungsuntersuchungswagen eingesetzt wurde. Im Zweiten Weltkrieg wurden beide Triebwagen zerstört.->

## Staatsbahn-Schienenbusse in der DR
Durch die Verstaatlichung von Privatbahnen in der DDR kamen im April 1949 einige Exemplare zur Deutschen Reichsbahn und erhielten dort die Nummern VT 133 505–507, 509–510, 513–515 (1.435 mm) und 524–525 (750 mm). Die Anfang der 1960er Jahre mit 47-PS-Lkw-Dieselmotoren des Phänomen Granit 32 neu motorisierten VT 133 513–514 trugen zunächst die Bezeichnungen VT 135 501–502.

## Verbleib
Mindestens elf Exemplare sind erhalten geblieben.
| Derzeitiger Eigentümer                                                                                                | Bild | Aktuelle Nummer | gebaut für                          | Nummer | Baujahr | Fabrik-nummer | Typ | Motor                                       | Spurweite | Bemerkung                                                     |
| --- | ---- | --------------- | ----------------------------------- | ------ | ------- | ------------- | --- | ------------------------------------------- | --------- | ------------------------------------------------------------- |
| Deutscher Eisenbahn-Verein                                                                                            |      | T 41            | Steinhuder Meer-Bahn                | S.K. 1 | 1932    | 20202         | E   | Ford AA / Ford BB, Benzin                   | 1000 mm   | betriebsfähig                                                 |
| Eisenbahnmuseum Darmstadt-Kranichstein                                                                                |      | T 141           | Kleinbahn Lüchow-Schmarsau          | S.K. 1 | 1933    | 20203         | B   | Ford AA / Daimler-Benz Diesel               | 1435 mm   | betriebsfähig                                                 |
| Wismarer Eisenbahnfreunde                                                                                             |      | VT 133 010      | Eisenbahndirektion des Saargebietes | 72     | 1933    | 20210         | B   | Ford AA / ?                                 | 1435 mm   | Wagenkasten in Aufarbeitung (2021)                            |
| Museums-Eisenbahn Minden                                                                                              |      | T 145           | Wilstedt-Zeven-Tostedter Eisenbahn  | S.K. 1 | 1933    | 20216         | B   | Ford AA, Benzin                             | 1435 mm   | Gepäckraum, Drehtüren; seit 2012 wieder betriebsfähig         |
| Preußisch Oldendorfer Kleinbahn-Museum, 1994–2014 Chemin de fer à vapeur des 3 vallées, 1952–1970 Wittlager Kreisbahn |      |                 | Eisenbahndirektion des Saargebietes | 74     | 1934    | 20226         | A   | Deutz, Diesel, 50 PS                        | 1435 mm   | nicht betriebsfähig, mit 6 m Achsstand und zwei Deutz-Motoren |
| Museum Buurtspoorweg Boekelo–Haaksbergen                                                                              |      | T 148           | Delmenhorst-Harpstedter Eisenbahn   | T 1    | 1936    | 20256         | B   | Ford BB, Benzin                             | 1435 mm   | betriebsfähig, 2002–2014 in Aufarbeitung                      |
| Verein Verkehrsamateure und Museumsbahn                                                                               |      | VT 509          | Bleckeder Kleinbahn                 | S.K. 2 | 1936    | 20258         | C   | Ford BB, Benzin                             | 1435 mm   | betriebsfähig, 2015–2024 in Aufarbeitung                      |
| Eisenbahnmuseum Bochum-Dahlhausen                                                                                     |      | T 2             | Kleinbahn Bremen–Thedinghausen      | T 2    | 1936    | 20268         | A   | Ford BB / Daimler-Benz Diesel               | 1435 mm   | 900-mm-Räder, betriebsfähig                                   |
| Arbeitsgemeinschaft Verkehrsfreunde Lüneburg                                                                          |      | VT 0508         | Kleinbahn Winsen–Evendorf–Hützel    | T 3    | 1937    | 20299         | A   | Ford BB / Daimler-Benz Diesel               | 1435 mm   | betriebsfähig; bekannt als „Ameisenbär“                       |
| privat |      |                 | Fliegerhorstkommandantur Borkum     | T 2    | 1939    | 21123         | E   | Ford BB                                     | 900 mm    | Standort nicht öffentlich bekannt                             |
| Borkumer Kleinbahn |      | T 1             | Borkumer Kleinbahn                  | T 1    | 1940    | 21145         | D   | Ford BB Benzin, ab 1998 Daimler-Benz Diesel | 900 mm    | betriebsfähig                                                 |